# Pietraferrazzana
Pietraferrazzana – miejscowość i gmina we Włoszech, w regionie Abruzja, w prowincji Chieti.
Według danych na rok 2004 gminę zamieszkiwały 152 osoby, 38 os./km².